# 6. april
6. april je 96. dan leta (97. v prestopnih letih) v gregorijanskem koledarju. Ostaja še 269 dni.

## Dogodki
- 402 – Stilicho v bitki pri Polentii (današnji Pollenzi) premaga Alarika in ga prežene z Apeninskega polotoka
- 1327 – Francesco Petrarca v avignonski cerkvi sv. Klare prvič sreča Lauro
- 1667 – močan potres uniči velik del Dubrovnika
- 1748 – odkrite stenske slikarije v Pompejih
- 1896 – v Atenah se pričnejo prve olimpijske igre moderne dobe
- 1906 – desetletnica olimpijskih iger moderne dobe
- 1909 – Robert Edwin Peary doseže Severni tečaj
- 1917 – ZDA vstopijo v 1. svetovno vojno
- 1919 – razglašena Bavarska sovjetska republika
- 1921 – petindvajsetletnica olimpijskih iger
- 1941:
  - nemško-italijansko-madžarsko-bolgarski napad na Jugoslavijo (operacija 25)
  - na pobudo Marka Natlačna ustanovljen Narodni svet za Slovenijo
  - Nemčija vdre v Grčijo
- 1945:
  - Jugoslovanska armada osvobodi Sarajevo
  - britanska vojska prodre skozi vestfalska vrata
  - anglo-kanadska vojska začne ofenzivo na Nizozemskem
- 1946 – petdesetletnica olimpijskih iger moderne dobe
- 1948 – Sovjetska zveza in Finska podpišeta sporazum o prijateljstvu in nenapadanju
- 1956 – šestdesetletnica olimpijskih iger moderne dobe
- 1966 – sedemdesetletnica olimpijskih iger moderne dobe
- 1976 – osemdesetletnica olimpijskih iger moderne dobe
- 1986 – devetdesetletnica olimpijskih iger moderne dobe
- 1992 – začetek vojne v Bosni in Hercegovini
- 1994 – s sestrelitvijo letala z ruandskim predsednikom Habjarimanom in burundijskim predsednikom Ntarjamirom se začne ruandski genocid
- 1996 – stoletnica olimpijskih iger moderne dobe
- 2002 – film Šelestenje veliki zmagovalec 5. festivala slovenskega filma, ki se konča v Portorožu
- 2009 – potres v osrednjem delu Italije terjal več kot 150 življenj

## Rojstva
- 1420 – Jurij Podjebradski, češki kralj  († 1471)
- 1483 – Raffaello Santi, italijanski slikar, arhitekt (možen datum rojstva tudi 28. marec) († 1520)
- 1613 – Stjepan Gradić, hrvaški diplomat, filozof, znanstvenik († 1683)
- 1725 – Pasquale Paoli, korziški državnik († 1807)
- 1773 – James Mill, škotski zgodovinar, filozof in ekonomist († 1836)
- 1801 – William Hallowes Miller, britanski mineralog in kristalograf († 1880)
- 1812 – Aleksander Ivanovič Gercen, ruski socialistični revolucionar, publicist in filozof († 1870)
- 1818 – Aasmund Olavsson Vinje, norveški pesnik, novinar († 1870)
- 1834 – Josip Gorup, slovenski poslovnež in mecen († 1912)
- 1836 – Džung-lu - Ronglu, kitajski uradnik, general († 1903)
- 1840 – Johann Wilhelm Junker, nemški raziskovalec Afrike († 1892)
- 1860 – René Lalique, francoski draguljar († 1945)
- 1870 – Clarence Erwin McClung, ameriški zoolog († 1946)
- 1890: 
  - André-Louis Danjon, francoski astronom († 1967)
  - Anton Herman Gerard »Anthony« Fokker, nizozemski letalski konstruktor, pilot († 1939)
- 1911 – Feodor Felix Konrad Lynen, nemški biokemik, nobelovec 1964 († 1979)
- 1926 – Ian Paisley, severnoirski prezbiterijanski duhovnik in politik
- 1929 – André Previn, ameriški dirigent in skladatelj
- 1934 – Anton Geesink, nizozemski judoist († 2010)
- 1942 – Barry Levinson, ameriški filmski režiser
- 1947 – John Ratzenberger, ameriški filmski igralec
- 1949 – Patrick Hernandez, francoski pevec
- 1974 – Robert Kovač, hrvaški nogometaš
- 1975 – Zack Braff, ameriški filmski igralec in režiser
- 1980 – Tanja Poutiainen, finska alpska smučarka

## Smrti
- 1147 – Frederik II., švabski vojvoda (* 1090)
- 1199 – Rihard I. Levjesrčni, angleški kralj (* 1157)
- 1250:
  - Hugo XI., baron Lusignana, grof La Marcheja (* 1221)
  - Guillaume de Sonnac, veliki mojster vitezov Templarjev
- 1252 – Peter iz Verone, dominikanski menih, inkvizitor, svetnik (* 1206)
- 1284 – Peter I. Alenconski, grof  Alençona, Percheja, Bloisa in Chartresa (* 1251)
- 1340 – Vasilij Veliki Komnen, trapezuntski cesar
- 1362 – Jakob I. Burbonski, grof La Marche (* 1319)
- 1444 – Janez Kapreol, francoski dominikanski menih, teolog in filozof (* 1380)
- 1489 – Hans Waldmann, švicarski voditelj (* okoli 1435)
- 1490 – Matija Korvin, madžarski kralj (* 1443)
- 1520 – Raffaello Santi, italijanski slikar, arhitekt (* 1483)
- 1528 – Albrecht Dürer, nemški slikar (* 1471)
- 1805 – Gabriel Gruber, avstrijski inženir, arhitekt, profesor, general jezuitskega reda slovenskega rodu (* 1740)
- 1829 – Niels Henrik Abel, norveški matematik (* 1802)
- 1875 – Moses Hess, nemški novinar, socialist judovskega rodu (* 1812)
- 1902 – Gleb Ivanovič Uspenski, ruski pisatelj, intelektualec (* 1843)
- 1941 – Franc Kulovec, slovenski duhovnik, politik in novinar (* 1884)
- 1947 – Matija Jama, slovenski slikar (* 1872)
- 1961 – Jules Jean Baptiste Vincent Bordet, belgijski mikrobiolog, nobelovec 1919 (* 1870)
- 1971 – Igor Fjodorovič Stravinski, rusko-ameriški skladatelj (* 1882)
- 1992 – Isaac Asimov, ameriški pisatelj, biokemik ruskega rodu (* 1920)
- 2000 – Habib Burgiba, tunizijski predsednik (* 1903)
- 2004 – Mik Soss, slovenski glasbenik, Avsenikov baritonist (* 1929)
- 2005 – Rainier III. Grimaldi, monaški knez (* 1923)